# Juninho (ur. 1996)
Juninho, właśc. Olávio Vieira dos Santos Júnior (ur. 21 listopada 1996 w Pitangui) – brazylijski piłkarz występujący na pozycji napastnika, od 2025 roku zawodnik Flamengo.